# Molophilus apollyon
Molophilus apollyon är en tvåvingeart som beskrevs av Alexander 1955. Molophilus apollyon ingår i släktet Molophilus och familjen småharkrankar. Inga underarter finns listade i Catalogue of Life.